# Meike Schmelzer
Meike Schmelzer (n. 19 iulie 1993, în Wiesbaden) este o handbalistă din Germania care evoluează pe postul de pivot pentru clubul românesc HC Dunărea Brăila și echipa națională a Germaniei. Anterior, în sezonul 2021-2022, ea a jucat pentru o altă echipă românescă CS Gloria 2018 Bistrița-Năsăud.
Schmelzer a evoluat pentru naționala de handbal feminin a Germaniei la la Campionatele Mondiale din Danemarca 2015, Japonia 2019, Spania 2021 și Danemarca Norvegia și Suedia 2023, la Campionatele Europene din 2016, 2018 și 2022 și la Jocurile Olimpice din 2024 de la Paris.

## Palmares
- Liga Campionilor:
  - Sfertfinalistă: 2015
  - Grupe principale: 2016, 2017, 2018, 2019

- Liga Europeană:
  - Locul IV (Turneul Final Four): 2024
  - Grupe: 2021

- Cupa EHF:
  - Sfertfinalistă: 2020

- Campionatul Germaniei:
  -  Câștigătoare: 2015, 2016, 2018
  -  Medalie de argint: 2017, 2019

- Cupa Germaniei:
  -  Câștigătoare: 2019
  -  Medalie de bronz: 2015
  - Semifinalistă: 2016, 2017

- Supercupa Germaniei:
  -  Câștigătoare: 2015, 2016, 2018
  -  Medalie de argint: 2019

- Cupa României:
  -  Finalistă: 2024

- Supercupa României:
  -  Medalie de bronz: 2023

## Galerie de imagini

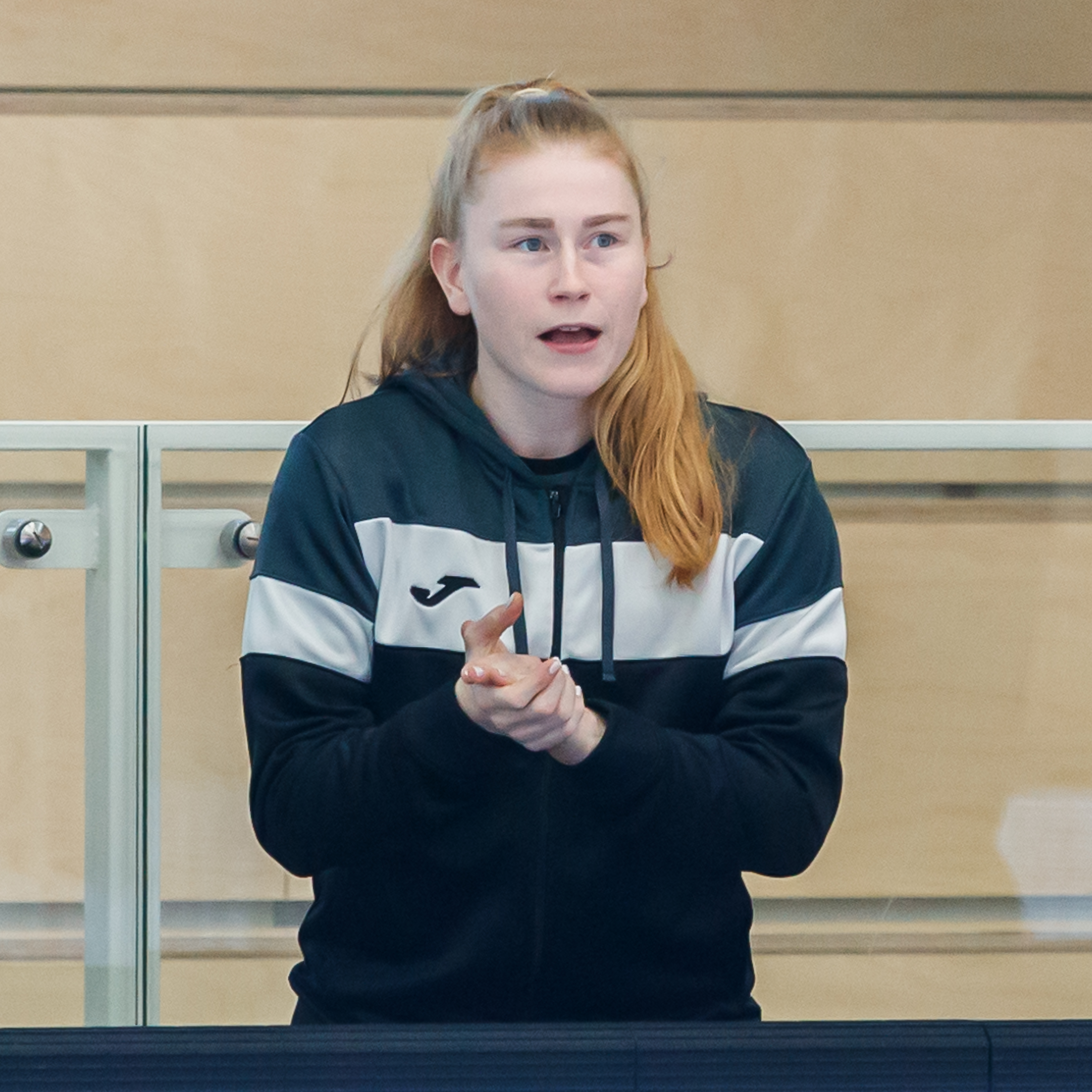
Meike Schmelzer, 22 mai 2021. Schmelzer în timpul partidei dintre Thüringer HC și HSG Bad Wildungen.
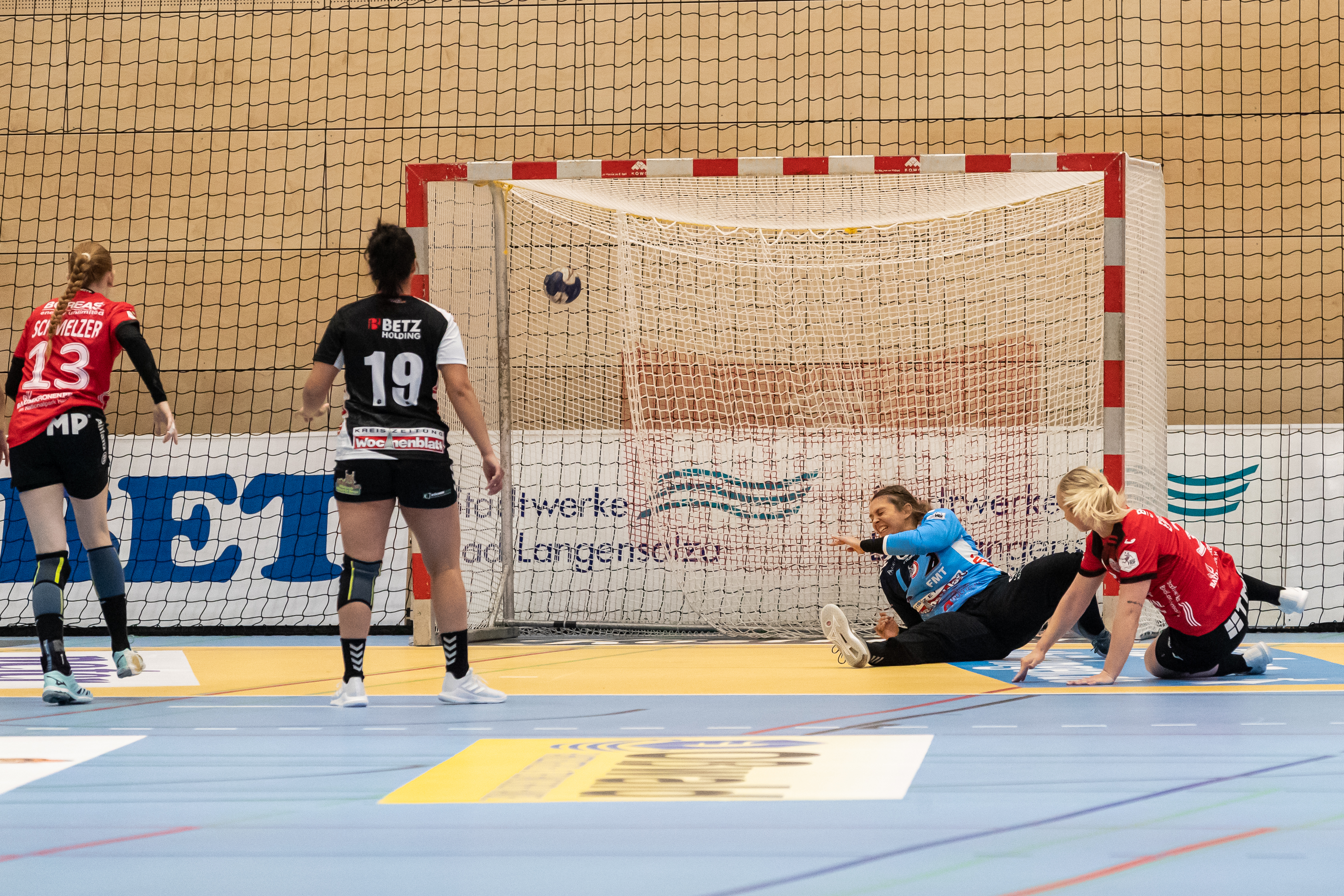
Meike Schmelzer, 26 septembrie 2020. Schmelzer în timpul partidei dintre Thüringer HC și HL Buchholz 08-Rosengarten.
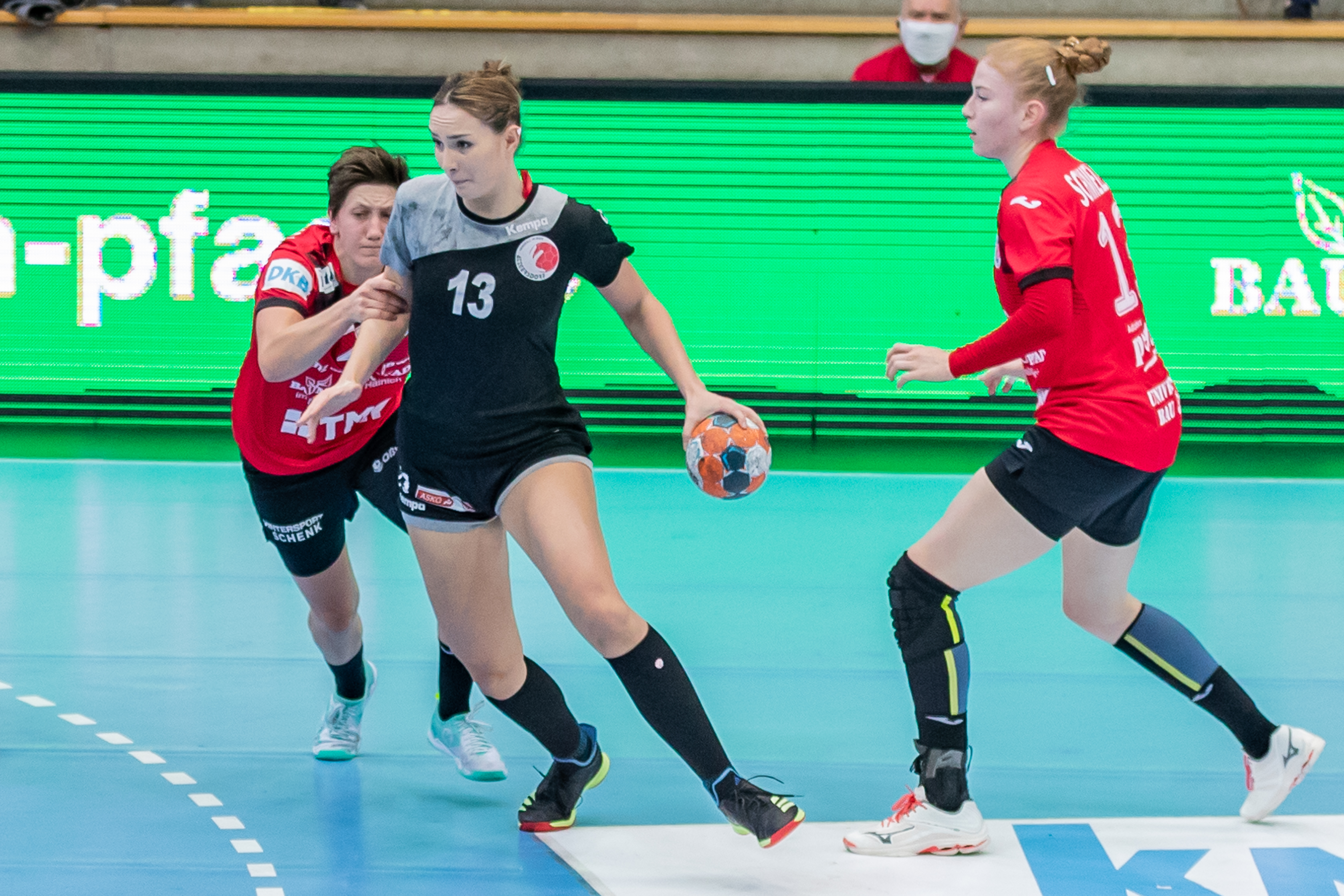
Meike Schmelzer, 18 octombrie 2020. Schmelzer în timpul partidei dintre Thüringer HC și WAT Atzgersdorf.
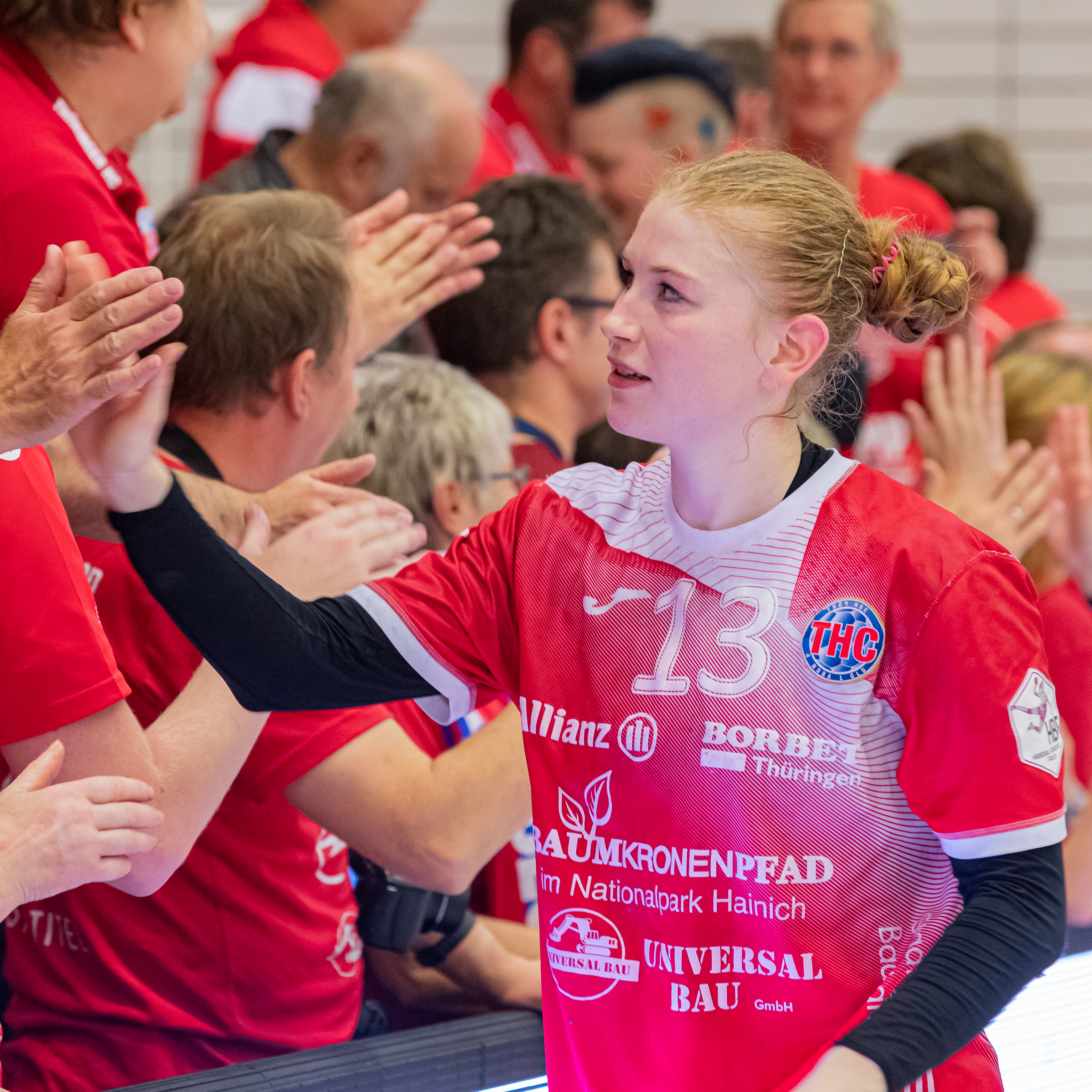
Meike Schmelzer, 16 octombrie 2019. Schmelzer la sfârșitul partidei dintre Thüringer HC și Buxtehuder SV.